# 緒形拳
绪形拳（日语：／ Ogata Ken，1937年7月20日—2008年10月5日），本名绪形 明伸（おがた あきのぶ），日本演员。东京府东京市牛込区（现东京都新宿区市谷）出身。长子绪形干太和次子绪形直人也是演员。

## 人物
1937年7月20日生于东京府东京市牛入区。
幼年因大东亚战争，牛入市的房子被烧，全家被疏散至千叶县千叶市。中学后回到东京。
1957年毕业于东京都立竹早高等学校，次年进入了憧憬已久的新国剧剧团。
1960年在电影《遥远的一条路中》首次上镜。
1965年在大河剧《太阁记》中主演丰臣秀吉受到好评。
1966年在大河剧《源义经》中饰演武藏坊辨庆。与新国剧所的女演员高仓典江结婚。
1968年退出新国剧团，致力于电影和电视剧的演出。因《必杀仕挂人》系列中的藤枝梅安一角博得好評。
1978年参加野村芳太郎导演的《鬼畜》的演出。
凭借1979年的《我要复仇》（导演：今村昌平）和1983年在《楢山节考》中的的出色表演得到高度评价。
2000年荣获日本政府颁发的“紫绶褒章”勋章。之后年近七十的他依然活跃在影视圈中。
2008年10月5日于独协医大医院因肝癌导致臟破裂逝世，终年71岁，戒名“天照院普遍日拳居士”。
生前最后一部电视剧为富士电视台的《风之花园》。最后一部电影为《鬼太郎 千年咒歌》。
在葬礼后采访绪形拳的儿子绪形干太和直人兄弟时得知绪形以前一直患有慢性肝炎2002年左右发展为肝癌，直到去世期间仍一边接受治疗一边从事演艺活动。
2008年10月31日日本政府决定授予多年对演艺界作出杰出贡献的绪形拳旭日小绶章。

## 逸话

### 艺名
艺名“绪形拳”为剧作家北条秀司的夫人所起，本来读作。
候补艺名还有“绪形寅藏”、“绪形掌”、“绪形握拳”等。因为当被问到自己的特点时，他的回答是“嗯，手吧。”所以与手有关的词都想到了。当最后决定采用“绪形拳（おがた こぶし）”周围的人都不读而是一直叫他于是便一直将错就错下去了。

### 活动
演艺活动中大部分以电视剧为主，中年以后才真正开始演电影，能够凭借这种经验达到与科班出生的电影演员相同水平的演员十分少见。而且绪形始终保持对电视事业的热情。虽然相貌比较严肃，总的来说以時代剧和正统的文艺作品居多。但他本人对科幻、推理、漫画也有较深的造诣，电视剧《草壁署迷宫课课长》就是由他企画的。在他的作品中也有诸如《德古拉之恋》、《大誘拐》这样的另类作品，这都是他兴趣所致。最后一步电影为《鬼太郎 千年咒歌》。
1980年代中期开始参与如Paul Schrader导演的《Mishima: A Life In Four Chapters》等外国电影的出演也多了起来。但是胜新太郎忠告道：“不要开小差哦”。绪形本人说：“比起大马路来乡间小道更有趣”。之后又回到了日本电影界。除了演艺之外其多才也为人熟知，也作为书法家开展活动。1991年首次举办个人展并出版了《脐下丹田》一书。

### 哆啦A梦
2006年3月1日播出的综艺节目《Trivia之泉》中曾提到，绪形拳在去川崎的电影院看《黑暗中的舞者》时，为了打發时间就去了游戏中心，得到了3个哆啦A梦的玩偶，从此就开始喜欢哆啦A梦了。当时就抱着这3个50cm左右的哆啦A梦的玩偶进了电影院。可能是只对哆啦A梦感兴趣，除此以外认识的角色只有大雄。也不知道哆啦A梦原来是有耳朵的，好像也不知道有哆啦美、源静香、胖虎、小夫这些角色。拿到工作人员递过来的这些角色马上就放到一边说：“这个游戏中心没有啊。”大家都笑了起来。像他这样身为哆啦A梦的拥趸却不知道角色名字的还真是少见。
之后另一档综艺节目《徹子的部屋》中也曾提到过这段趣闻。连续几天去游戏中心呼吸也顺畅了，看到哆啦A梦可爱的样子就感到心情舒畅，激励自己的演员生活。

### 性格
性格耿直认真，津川雅彦邀请他去参加有年轻女性的饭局时，再三考虑后认真地对津川说：“雅彦，我还是不能去。”津川听后道：“你能为这件事伤脑筋就是很大的进步”。
谈起电影十分兴奋。与泉谷茂一起演出时，谈论摄影谈得很兴奋。泉谷的摄影先结束，第二天摄影时总会见面于是泉谷就打算先走了。“你拍好了我还要跟你继续谈刚才的话题呢!”绪形不高兴地说到。

## 主要演出作品

### 电影
- 遥远的一条路（1960年东京电影·东宝、导演内川清一郎）
- 间谍（1964年东映、导演泽岛忠）
- Sex Check 第二性（1968年大映、导演増村保造、原作寺内大吉、主演）
- 积木箱（1968年大映、导演増村保造、原作三浦绫子）
- 风林火山（1969年東宝、导演稻垣浩）
- 永别（わかれ）（1969年松竹、导演大庭秀雄）
- 七张脸的女人（1969年松竹、导演前田陽一）
- 我的恋情我的歌（1969年松竹、导演中村登、原作吉野秀雄·山口瞳·吉野壮儿、山口瞳）
- 叫做婉的女人（1971年、导演今井正、原作大原富枝）
- 必杀仕掛人·梅安蚁地狱（1973年松竹、导演渡边祐介、原作池波正太郎、主演）
- 必杀仕掛人·春雪仕掛針（1974年松竹、导演贞永方久、原作池波正太郎、主演）
- 狼，落日斩 风云·激情篇怒涛篇（1974年松竹、导演三隅研次、原作池波正太郎）
- 砂之器（1974年松竹、导演野村芳太郎、原作松本清张）
- 太阳不哭（1976年、导演饭冢二郎）
- 八甲田山（1977年東宝、导演森谷司郎、原作新田次郎）
- 鬼畜（1978年松竹、导演野村芳太郎、原作松本清张、主演、日本电影金像奖最佳男主角奖）
- 我要复仇（1979年今村Pro·松竹、导演今村昌平、原作佐木隆三、主演）
- 影之军团　服部半蔵（1980年东映京都、导演工藤栄一）
- 复活之日（1980年東宝、导演深作欣二）
- 坏家伙（1980年雾Pro·松竹、导演野村芳太郎）
- 太阳的伤痕（1981年东映Central、导演曾根中生）
- 乱世浮生 (电影)（1981年今村Pro·松竹、导演今村昌平）戛纳电影节参展影片
- 魔界転生（1981年东映、导演深作欣二、原作山田風太郎）
- 北斋漫画（1981年松竹、导演新藤兼人、主演）
- 野兽刑事（1982年东映京都、导演工藤栄一、主演)
- 楢山节考（1983年今村Pro·东映、导演今村昌平、原作深泽七郎、主演、日本电影金像奖最佳男主角奖）戛纳电影节金棕榈奖
- 阳暉楼（1983年东映京都、导演五社英雄、原作宫尾登美子、主演）
- 冲绳少年 OKINAWAN BOY（1983年東宝、导演新城卓、原作東峰夫）
- 魚影之群（1983年松竹、导演相米慎二、主演）
- 櫂（1985年东映、导演五社英雄、原作宫尾登美子、主演）
- 三岛由纪夫（1985年美国、导演Paul Schrader、主演、因家人反对没有在日本公开）戛纳电影节艺术贡献奖
- 淡妆（1985年松竹、导演五社英雄、原作西村望、主演）
- 火宅之人（1986年东映京都、导演深作欣二、原作檀一雄、主演、日本电影金像奖最佳男主角奖）
- 女衒ZEGEN（1987年今村Pro·东映、导演今村昌平、主演）戛纳电影节竞赛影片
- 吉原炎上（1987年东映、导演五社英雄）
- 有你在的愛情故事（1988年东映、导演澤井信一郎）
- 优骏 奥拉希翁（1988年富士电视·東宝、导演杉田成道、原作宫本輝）
- 華之乱（1988年东映京都、导演深作欣二、原作永畑道子）
- 孔雀王子（1988年富士电视·东宝东和、导演蓝乃才、元彪、原作荻野真）
- 幕府风云 激突（1989年东映、导演降旗康男、主演）第39届柏林国际电影节参展影片
- 座头市（1989年勝Pro·松竹、导演勝新太郎）
- 社葬（1989年东映京都、导演舛田利雄、主演）
- 大誘拐 RAINBOW KIDS（1991年喜八Pro·東宝、导演冈本喜八、原作天藤真）
- 再见，妈妈（1991年松竹、导演秋元康）
- 德古拉之恋（1991年東宝、导演金子修介、主演）
- 阳炎（1991年松竹、导演五社英雄）
- 俄罗斯国醉梦谭（1992年大映·東宝、原作井上靖、大黑屋光太夫、主演）圣保罗电影节观摩奖
- 继承盃（1992年东映、导演大森一樹）
- 去国会!(1993年万代Visua、导演一倉治雄）
- 土俵之鬼（1994年、監修花田勝治、旁白）
- 再见日本! GOODBYE JAPAN（1995年文化社、导演堤幸彦、主演）
- 血光光5人帮2（1996年松竹、导演石井隆）
- Peter Greenaway之枕草子（1996年英·法·荷合作、导演Peter Greenaway）
- 流★星（1999年LittleMore、导演山仲浩光、主演）
- 羹（1999年Cinequanon、导演池端俊策、主演）
- 黑色电影之杀（2000年Museum、导演小林政広） 戛纳电影节参展影片
- 走雪人（2002年Office 303、导演小林政広、主演）戛纳电影节参展影片
- 九一一事件簿「老实的日本人」（2003年東北新社·法国电影、导演今村昌平、旁白）威尼斯电影节参展影片
- 擦镜子的男子（2004年、导演梶田征则、主演）
- IZO（2004年IZO Partners、导演三池祟史）威尼斯电影节参展影片
- 下弦月·Last·Quarter（2004年松竹、导演二階健、矢泽爱原作）
- 隐剑鬼爪（2005年松竹、导演山田洋次、原作藤泽周平）柏林电影节竞赛影片
- 蝉时雨（2005年東宝、导演黑土三男、原作藤泽周平）
- 奇迹香蕉（2005年奇迹香蕉制作委員会、导演錦織良成）
- 佐贺的超级阿嬤（2006年亚马逊、导演倉内均、原作岛田洋七）
- 长途漫步（2006年、导演奥田瑛二、主演）蒙特利尔电影节大奖
- 武士的一分（2006年、导演山田洋次）柏林电影节参展影片
- 黑暗物质三部曲之金罗盘（2008年、导演克里斯·韦兹）欧瑞克·拜尼森（日语配音）※第一部也是最后一部配音作品
- 鬼太郎 (真人版第2部)《鬼太郎 千年咒歌》（2008年、导演本木克英）滑瓢 ※电影遺作

### 电视剧
- 新国剧Hour（1961年、富士）
- Flying Spot（1962年、NHK）
- 不归人（1963年、朝日放送）
- 王将（1963年、富士）
- 母亲 船到之处（1963年、TBS）
- 由井正雪（1963年、NHK、讲谈电视）
- 最后的将军 风雪（1964年、NHK）
- 我的街 日本电影名作电视剧（1964年、NET）
- 太閤记（1965年、NHK大河剧、丰臣秀吉、主演）
- 源义经（1966年、NHK大河剧、武藏坊辨庆、主演）
- 山犬和鼹鼠（1967年、日本电视）
- 暢气眼鏡 競作女演员系列（1967年、TBS）
- 剑（第20回）宗龙寺的叛乱（1967年、日本电视）
- 剑（第21回）绳张（1967年、日本电视）
- 御庭番（1968年、日本电视、连续剧）
- 日本剑客伝（第5话）柳生十兵卫（1968年、NET）
- 我的钻石（1968年、TBS东芝周日剧場）
- 一番星（1968年、日本电视、连续剧）
- 开化探偵帳（1968年·1969年、NHK、连续剧、主演）
- 风林火山（1969年、NET、连续剧）
- 台风与石榴（1969年、日本电视、连续剧、仅演2回）
- 豆腐店的四季（1969年、朝日放送、连续剧、主演）
- 竹千代与母亲（1970年、日本电视、连续剧）
- 待风之港（1970年、NHK）
- 丹下左膳（1970年、NET、连续剧）
- 柳生十兵衛（1970年、富士电视、连续剧、荒木又右卫門）
- 湖笛（1970年、NET）
- 面影（1970年、NHK銀河电视）
- 放马过来（1971年、日本电视、连续剧）
- 阿雪（1971年、富士电视、连续剧）
- 另一道伤痕（1971年、NHK）
- 新·平家物語（1972年、NHK大河剧、阿部麻鳥）
- 24小时的男子（1972年、TBS、连续剧）
- 信乐物語（1972年、NHK、连续剧）
- 于平戸（1972年、TBS东芝周日剧场）
- 母亲的铃（1972年、TBS东芝周日剧场）
- 必杀仕挂人（1972年·1973年、朝日放送、必杀系列、藤枝梅安）
- 出云的阿国（1973年、NET）
- 北方家族（1973年、NHK连续剧小说、旁白）
- 风雨无阻（1973年、北海道放送）
- 愛与命（1973年、TBS）
- 再见·你好（1973年、日本电视、日本电视開局20周年记念节目）
- 刃傷（1973年、TBS东芝周日剧場）
- 浊流（1973年、朝日电视）
- 葱花之歌（1974年、NET）
- 不要回头鶴吉（1974年、NHK）
- 八洲犯科帳（1974年、富士、连续剧）
- 必杀必中仕事屋稼业（1975年、朝日放送、必杀系列、半兵卫）
- 夜王（1975年、NHK、连续剧）
- 雾的感情飞行（1975年、朝日放送、连续剧）
- 痛快!河内山宗俊（1975年、富士、客串演出）
- 此町之人 归雁（1975年、NHK）
- 风与云与虹 (NHK大河剧)（1976年、NHK大河剧、藤原纯友）
- 必杀机关人（1976年、朝日放送、必杀系列、梦屋時次郎）
- 新·座头市（富士电视）
  - 第1系列 第12話「金食身地獄坂」（1976年）
  - 第3系列 第6話「纺车」（1979年）
- 红色激流（1977年、TBS、连续剧）
- 近视妈妈 恋爱交易（1977年、日本电视、连续剧）
- 东京上空2000M操縦不能 （1977年、朝日电视）
- 新·必杀机关人·東海道五十三次杀人旅（1977年·1978年、朝日放送、必杀系列、安藤广重、连续剧）
- 黄金的日子（1978年、NHK大河剧、丰臣秀吉）
- 关于悪女（1978年、朝日电视、客串）
- 大空港（1978年、富士、第1话·第14话）
- 如狮（1978年、TBS）
- 青春的证明（1978年、毎日放送）
- 宛如阿修罗（1979年、NHK）
- 歪的星座　考试战争连续杀人事件（1979年、朝日电视）
- 看不见的影子（1979年、朝日电视）
- 渓流釣鱼杀人事件（1979年、朝日电视、主演）
- 有点My Way（1979年、日本电视、连续剧）
- 叶荫蔭之露（1979年、朝日放送）
- 红色暴风雨（1979年、TBS）
- 再见阿龙（1980年、毎日放送、连续剧）
- 土屋隆夫消失的男子（1980年、朝日电视）
- 警視-K（1980年、日本电视）
- 怪盗鼠小鬼和纹身判官（1981年、富士）
- 青年 永别爱过之日！（1981年、日本电视）
- 放眼望去二人（1981年、读卖电视、连续剧）
- 永别適塾（1981年、毎日放送）
- 出租车桑巴·山田太一系列（1981年、NHK、连续剧、主演）
- 蝈蝈（1981年、关西电视）
- 翻山女（1981年、日本电视）
- 山顶的群像（1982年、NHK大河剧、大石内蔵助、主演）
- 爱的失踪（1982年、日本电视、周二悬疑剧场·无名探偵系列1、主演）
- 仕事人大集合（1982年、朝日放送、必杀系列10周年记念特别篇）
- 再婚旅行杀人事件　死在出云的女子（1982年、朝日电视）
- 奥多摩杀人渓谷「不能钓魚之謎」釣部渓三郎的推理（1982年、朝日电视、主演）
- 愛的疑惑（1983年、日本电视、周二悬疑剧场·无名侦探系列2、主演）
- 不倫之女　苟且的寡妇（1983年、朝日电视、主演）
- 通向彩虹的冒险（1983年、朝日电视、主演）
- 高级应召女郎杀人（1984年、朝日电视、主演）
- 盲点 暴风雪消失心中事件之謎（1984年、日本电视、主演）
- 参观上课的女人女（1984年、朝日电视、主演）
- 炎熱商人（1984年、NHK）
- 羽田浦地図（1984年、NHK）
- 原岛律师的愛与悲（1985年、TBS）
- 破獄（1985年、NHK、主演）
- 受胎之森（1985年、TBS、主演）
- 草壁署迷宫课课长（1985年、朝日放送、连续剧、主演）
- 愛的复仇（1985年、日本电视、周二悬疑剧场·无名侦探系列3、主演)
- 炎之料理人·北大路魯山人（1987年、日本电视、主演）
- 六本木Dundee鸟居勘三郎（1987年、朝日放送、连续剧、主演）
- 德川家康（1988年、TBS）
- 恋人関係（1988年、TBS、主演）
- 搁置的青春（1988年、NHK、连续剧、主演）
- 愛的死角（1988年、日本电视、周二悬疑剧场·无名侦探系列4、主演)
- 有彩虹的房间（1988年、NHK、主演）
- 海之群星（1988年、NHK、主演）
- 杀意素描（1989年、日本电视、周二悬疑剧场·无名侦探系列5、主演)
- 詩城旅人（1989年、NHK、主演）
- 野望之国　嵐之章（1989年、日本电视）
- 外科東病棟（2）（1989年、TBS、主演）
- 旅途终点（1989年、日本电视、主演）
- 新吾十番勝負（1990年、朝日电视、旁白）
- 愛的虚構（1990年、日本电视、周二悬疑剧场·无名侦探系列6、主演)
- 流逝的时光（1990年、富士电视）
- 普通的婚礼（1990年、TBS）
- 爱的幻影（1990年、日本电视、周二悬疑剧场·无名侦探系列7、主演）
- 静寂之声 乃木希典·静子的一生（1990年、朝日电视、主演）
- 忠臣蔵（1990年、TBS）
- 太平记 (大河剧)（1991年、NHK大河剧、足利贞氏）
- 父亲之泪 第2弾 癌症棟八階（1991年、TBS）
- 99%的誘拐（1991年、日本电视）
- 爱怎么了（1992年、TBS、连续剧、主演）
- 微风旋风（1）（1992年、TBS、主演）
- 彼女的人生（1992年、日本电视、周二悬疑剧场·无名侦探系列8、主演）
- 逆転報道（1992年、TBS、主演）
- 微风旋风（2）（1993年、TBS、主演）
- 春之一族（1993年、NHK、主演）
- 非洲菊女人（1993年、日本电视、周二悬疑剧场·无名侦探系列9、主演）
- BB机铃声（1993年、日本电视、连续剧、主演）
- 動壁（1994年、富士电视、主演）
- 空姐的恋人（1994年、TBS、仅第1、第2話特別演出）
- 少年（1994年、日本电视、周二悬疑剧场·无名侦探系列10、主演）
- 秋之一族（1994年、NHK、主演）
- 歪的季节（1995年、日本电视、主演）
- 玻璃少女（1995年、日本电视、周二悬疑剧场·无名侦探系列11、主演）
- 百年之男（1995年、NHK、主演）
- 就义（1996年、NHK、主演）
- 浪花金融道（1996年、富士电视）
- 兄妹（1996年、日本电视、周二悬疑剧场·无名侦探系列12、主演）
- 八月恋曲（1996年、日本电视、连续剧）
- 桥之雨（1996年、富士电视）
- 最後的家族旅行（1996年、TBS、主演）
- 浪花金融道2（1996年、富士电视）
- 白愁之时（1996年、TBS、主演）
- 毛利元就（1997年、NHK大河剧 尼子经久）
- 礼物（1997年、富士电视）
- 浪花金融道3（1998年、富士电视）
- 翔男（1998年、NHK、主演）
- 巧克力革命（1998年、NHKBS2）
- 中央流沙（1998年、日本电视、主演）
- 春之行星（1999年、TBS、主演）
- 古畑任三郎特别篇　VS監察医黑岩博士的恐怖（1999年、富士电视、黑岩健吾）
- 浪花金融道4（1999年、富士电视）
- Dear Friend（1999年、TBS、主演）
- 加纳（2000年、朝日电视、主演）
- 浪花金融道5（2000年、富士电视）
- 圣德太子（2001年、NHK、苏我马子）
- 就义（2002年、NHK、主演）
- 灰烬上的本垒打（2002年、NHKBS9、旁白）
- 帅哥医生（2003年、TBS、连续剧）
- 刻不容缓（2003年、TBS）
- 血脈（2003年、电视东京）
- Et-Alors（2003年、TBS、连续剧）
- 向日葵（2004年、TBS、主演）
- 人证（2004年、富士电视）
- 浪花金融道6（2005年、富士电视）
- 青春之門－筑丰篇－（2005年、TBS）
- 瑠璃岛（2005年、日本电视、连续剧）
- 向日葵2（2005年、TBS、主演）
- 数夜（2005年、TBS、主演）
- 水手服和机关枪（2006年、TBS、连续剧）
- 瑠璃岛SPECIAL 2007（2007年、日本电视）
- 风林火山 (大河剧)（2007年、NHK大河剧、宇佐美定满 ）
- 帽子（2008年、NHK広岛放送局開局80周年电视剧、主演）
- 风之花园（2008年、富士电视、连续剧） ※电视剧遺作

### 舞台剧
- 业平 橇保险箱（1972年初演）
- 浪花簪 恋爱勝負師（1972年初演）
- Catonsville事件的9人（1972年初演）
- 朱鷲之墓（1973年初演）
- 北斎漫画（1973年初演）
- 王将（1975年初演）
- 淫乱茶英泉（1975年初演）
- 狐狸狐狸话（1975年初演）
- 必杀仕掛人（1975年初演）
- 浮世绘 女鼠小僧（1975年初演）
- 悲恋贼（1976年初演）
- 西郷札（1976年初演）
- 座头市物語（1978年初演）
- 鶴八鶴次郎（1978年初演）
- 因果小僧六之助（1978年初演）
- 祭笛（1979年初演）
- 極付 国定忠治（1979年初演）
- 空白之影（1979年初演）
- 关本弥太郎（1979年初演）
- 水流（1979年初演）
- 新座头市物語 纺车（1979年初演）
- 新座头市物語 市耳边的摇篮曲（1979年初演）
- 人生剧場 吉良常篇（1979年初演）
- 喧嘩富士 新场兄弟（1979年初演）
- 睑之母（1980年初演）
- 建礼门院 平家物語（1985年初演）
- 一本刀土俵入（1987年初演）
- 极付国定忠治 从赤城天神山到土藏捕物（1987年初演）
- 信濃一茶（1993年初演、2001年再演)
- 大菩薩峠（1994年初演）
- 理查德三世（1995年初演）
- 天窗（1997年初演）
- 等待戈多（2000年初演）
- 风狂传'02（2002年初演）
- 骗小孩（2002年初演、2005年再演）
- 60岁的情书（2002年初演）朗读剧
- 白野（2006年10月初演）鈴木勝秀演出、白野辨十郎的独角戏、BunkamuraTheatre Cocoon。

### 广告
- 三菱電機「Vedio Free Fantus」（1980年代前半）
- 新潮社「新潮文庫的100冊」他（1984年）
- 郡是「GQー1」（1989年）
- 埼玉銀行→協和埼玉銀行→旭日銀行（現·Resona銀行。1980年代·1990年代初） ※埼玉銀行時代有与幼年期的高嶋知佐子共同演出的系列。
- 北海道Cellular（1990年）
- KIRIN「一番搾」初代CM角色（1990年·1995年）
- NTT集团（1993年·1995年）
- TOYOTA「丰田Corona Premio」　（1996年·1998年）
- AOKI Internation（1997年·1999年）
- 三洋電機「空调CLOVER」「洗衣机向日葵」「冰箱CoolCurtain冰温新鮮組」（1999年）
- 可果美「六条麦茶」（2000年）
- JRA「让我愉悦，这就是赛马。」（2000年）
- 雀巢Japan“享受不同之处的人”（2002年）
- 可口可乐「一」（2006年·2008年）
- 瑞穗银行「HAPPY BANK DAY TO YOU!」（2007年·2008年）
- 爱普生“Colorio”（2008年10月）

### 纪录片
- NHK《大黄河》（1986年）　※旁白
- 朝日电视《Naturing Special 众神之峰·安第斯大自然行》（1986年）
- 朝日电视《Naturing Special 風之谷·虹之村 西班牙·在巴斯克的365天》（1989年）
- TBS《TBS創立40周年记念节目 万里長城》（1991年）
- NHK《绪形拳的亚马逊紀行》（1992年）
- 朝日电视《Naturing Special 印度漂流》（1994年）
- TBS《開局40周年记念特別企画 日本海大紀行》（1995年）
- TBS《大型紀行特别篇 灼熱的丝绸之路 绪形拳横跨欧亚大陆列车之旅》（1998年）
- TBS视觉·BS-i《大非洲》（2000年）　※旁白
- 朝日电视《美丽的宇宙飞船地球号》（2004年·2008年）　※旁白
- 大阪电视《通向遥远大佛之道》（2004年）
- 东京电视《艺即人!·師·岛田正吾给绪形拳的遺言·》（2005年）
- NHK《行星地球》（2006年·2007年）

### 其他
- JR東海「青年Japan。Take a chance」（1989年） ※JR东海通过里库路特播出的新生招聘视频。
- 看得见的历史（2008年、NHK教育、绳文、配音）
- MEN'S EX（2008年9月号、世界文化社、封面·专访）
- 徹子的房间（朝日电视）
- 竹内玛莉亚《机会的刘海/人生之扉》CD封套题字
- 电影《守灵夜狂想曲》题字
- 写真集「Gackt 龙的化身」序言
- DVD「Gackt 宛如翔龙」题字

## 著書·评传
- 《地球漫步》 全国朝日放送、1989年4月（ISBN 4881311239） - 《Naturing Special·安第斯篇》。
- 《恋慕渇仰》 东京書籍、1993年10月（ISBN 4487790654） - 随笔与书法作品。
- 《臍下丹田―绪形拳作品集》 东京書籍、1998年6月（ISBN 4487793300） - 亲笔签名、落款、带序列号1000册限定版。
- 《绪形拳 書》（图录）可必館 京都現代美術館、2004年7月17日- 筆之里工房書展作品、制作影集。
- 《追赶绪形拳》 2006年2月（ISBN 4835616200） - 垣井道弘评传。
- 《地球徒歩「行星地球」所见的絶景》 学習研究社、2007年3月（ISBN 978-4-05-403314-6）

## 书法展
- 《爱笔》（2004年7月17日·9月26日于广岛县安艺郡熊野町笔之里工房）

## 荣誉
- 紫綬褒章
- 旭日小綬章（2008年10月5日）

## 関連項目
- 东京都出身人物一览
- 日本男演员一览

### 注
1. ↑  据本人说艺名的读法为。